# مايك درابر
مايك درابر (بالإنجليزية: Mike Draper)‏ هو لاعب كرة قاعدة أمريكي، ولد في 14 سبتمبر 1966 في هاجرستاون في الولايات المتحدة.

## وصلات خارجية
- مايك درابر على موقعبيزبول رفرنس.كوم (الدوري الرئيسي) (الإنجليزية)
- مايك درابر على موقعبيزبول رفرنس.كوم (الدوري الثانوي) (الإنجليزية)